# Eric Reim
Erich Reim (Chemnitz, 27 marzo 1900 – ...) è stato un ciclista su strada tedesco.

## Carriera
Corse dal 1927 al 1931 come individuale, non ottenendo affermazioni ma cogliendo comunque apprezzabili risultati nel Deutschland Tour del 1927 che concluse al secondo posto assoluto la rassegna a mezz'ora di distanza dal vincitore Rudolf Wolke.
In quel Deutschland Tour seppe ben piazzarsi anche nelle singole frazioni arrivando talaltro secondo nella undicesima tappa che arrivava ad Hannover dietro Richard Rösch e terzo nella successiva frazione con arrivo ad Amburgo, dietro allo stesso Wolke e ancora a Rösch.
Va comunque ricordato che quella edizione della corsa a tappe tedesche, a differenza delle precedenti, aveva un formato diverso da quello che assumono le odierne prove a tappe e più simile alla vecchia Coppa del mondo di ciclismo su strada, poiché venne disputata lungo un arco temporale molto ampio, dal 3 aprile al 9 ottobre del 1927, con una suddivisione in quindici tappe che venivano ripartite in due o tre appuntamenti per ogni mese, a differenza della Coppa del mondo però il sistema finale di classifica non era a punti bensì a tempo.
In quella stessa stagione Reim colse anche il terzo posto ai Campionati tedeschi di ciclismo su strada nella prova della cronometro a squadre.